# Molophilus philpotti
Molophilus philpotti är en tvåvingeart som beskrevs av Alexander 1922. Molophilus philpotti ingår i släktet Molophilus och familjen småharkrankar. Inga underarter finns listade i Catalogue of Life.